# Mehedinți (pohoří)

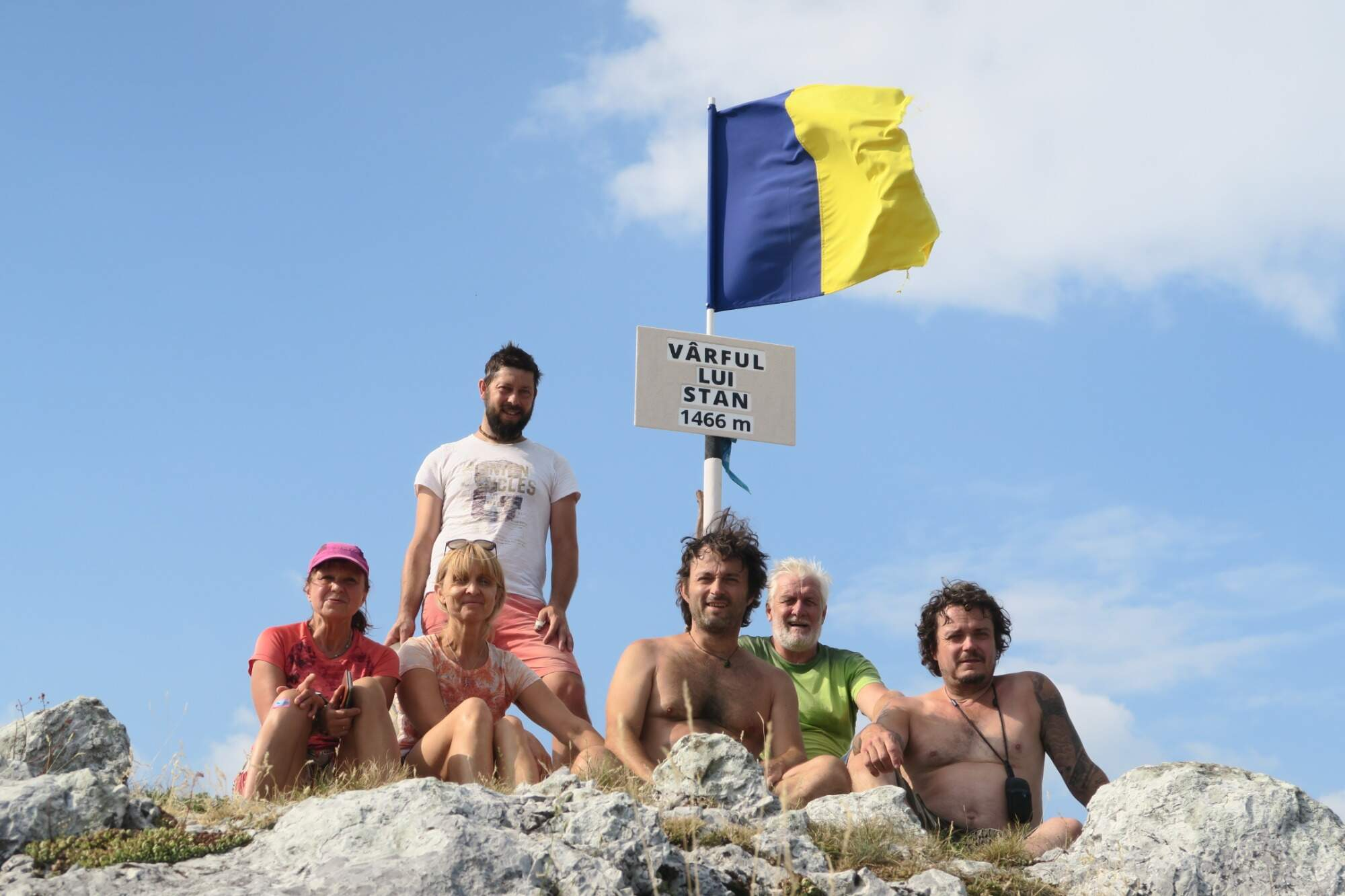
Čeští turisté na nejvyšší hoře pohoří

Mehedinți (čti [mehedinc]) je pohoří v západní části Jižních Karpat v jihozápadním Rumunsku ve stejnojmenné župě. Táhne se ze severovýchodu na jihozápad od pohoří Godeanu a Vâlcan (jehož je pokračováním) k lázním Băile Herculane. Na severozápadě ho údolí řeky Cerna odděluje od souběžného pohoří Cerna, na jihovýchodě přechází v pahorkatinu Podișul Mehedinți. Zatímco severozápadní svahy spadají prudce do údolí, jihovýchodní strana klesá pozvolně. Nejvyšším vrcholem pohoří je Vârful lui Stan (1466 m), další významné vrcholy jsou Piatra Cloșani (1421 m), Pietrele Albe (1336 m) a Domogled (1105).
Pohoří je budováno převážně jurskými vápenci. Na jihovýchodních svazích se nachází významná krasová oblast Ponoarele. Celkově je v povodí Cerné známo na 100 krasových jeskyní.
Podstatná část pohoří je součástí národního parku Domogled – Valea Cernei.